# Hortezuela
Hortezuela es una localidad española del municipio de Berlanga de Duero, perteneciente a la provincia de Soria, en la comunidad autónoma de Castilla y León. 

## Situación
Arrabal de Berlanga de Duero situado unos 3 km al norte de esta localidad, cerca del río Duero y junto a la carretera nacional de Almazán al Burgo de Osma. Pertenece a la comarca de Berlanga y al partido judicial de Almazán.
Desde el punto de vista jerárquico de la Iglesia católica forma parte de la diócesis de Osma la cual, a su vez, es sufragánea de la archidiócesis de Burgos, aunque históricamente ha pertenecido al obispado de Sigüenza en el arciprestazgo de Berlanga. 

## Historia
El censo de Pecheros de 1528, en el que no se contaban eclesiásticos, hidalgos y nobles, registraba la existencia 37 pecheros, es decir unidades familiares que pagaban impuestos. En el documento original figuraba como Hortezuela, formando parte de la Comunidad de villa y tierra de Berlanga.
En todo siempre unida a la villa de Berlanga. El reducido caserío se creó con toda seguridad al arrimo del convento sanjuanista, aunque también pudieron tener algo que ver las fincas que varios aristócratas tenían en las inmediaciones. Así, los marqueses de Berlanga poseían una finca de recreo con palacio, a la que llamaban "La Choza", junto al Puente Ullán, rodeada de un extenso bosque con abundante caza. El palacio lo incendiaron los franceses en su huida en 1811, y el bosque ha ido desapareciendo engullido en un extremo por una gran masa de pinar resinero de posterior creación. También los condes de González de Castejón de Agreda eran dueños de la finca del Batán, con palacio y un bosque bastante más modestos.
A la caída del Antiguo Régimen la localidad se constituye en municipio constitucional, conocido entonces como Berlanga y Hortezuela, en la región de Castilla la Vieja, partido de Almazán que en el censo de 1842 contaba con 426 hogares y 804 vecinos.

## Demografía
Hortezuela contaba a 1 de enero de 2015 con una población de 21 habitantes, 11 hombres y 10 mujeres.
| Gráfica de evolución demográfica de Hortezuela entre 2000 y 2015                                 |
|                                                                                                  |
| Población de derecho (2000-2015) según los censos de población del INE a 1 de enero de cada año. |

## Patrimonio

### Iglesia de San Juan Bautista
La iglesia de San Juan Bautista, que formó parte de la encomienda o monasterio de la orden de los Caballeros Hospitalarios, también llamada de San Juan de Jerusalén o de San Juan de Acre, por la ciudad donde la creó en 1099 el provenzal Gerardo Tom, que se dedicaba a recibir y cuidar a los peregrinos, y a partir de 1113 defenderlos con las armas contra los ataques de los infieles, llegando a ser por tanto una orden militar cuyos individuos seguían la regla de San Agustín. Después de la toma de Jerusalén por Saladino en 1186 pasaron a Rodas y más tarde a Malta, lugares que Carlos V les había cedido, por los que sucesivamente se llamaron caballeros de la Orden de Rodas y de Malta. La orden perduró hasta que Bonaparte les arrebató la isla. En 1873 Pío IX suprimió la jurisicción eclesiástica de las Órdenes Militares. Esta de Hortezuela era una dependencia del convento principal que estaba en Almazán en el solar que ahora ocupa la iglesia de Jesús.
La cabecera, de testero plano, es gótica: con bóveda de crucería, compuesta por ojivos, terceletes y ligaduras, que unen la clave principal con las cuatro secundarias. La clave central contiene un escudo terciado en banda y timbrado con la cruz de Malta. El arco triunfal, apuntado, es de la misma época que la capilla mayor, a comienzos del siglo XVI. Se conserva en el interior una pila bautismal románica de copa cilíndrica decorada con arcos de medio punto, algunos ligeramente sobrepasados, y uno de ellos con una gran flor de lis. Parece de la primera mitad del siglo XIII y es parecida a la de Bayubas de Abajo. El retablo central es policromo. "En su canal central, de abajo arriba, se encuentra el sagrario, una escultura del Niño Jesús, otra de San Juan Bautista, un cuadro en bajorrelieve y una gran cruz de Malta que remata todo el conjunto". Fue construido por mandato del comendador frey José de la Barreda, en 1784, siendo prior frey Bernardo Olalla y Baraona. En el suelo hay diversas tumbas.
Los documentos testimonian que se reparó la pared norte en 1619, en 1655 se arregló la puerta de la sacristía y la única ventana que ilumina la capilla mayor, hubo acondicionamientos generales en 1730 y 1732. El pórtico que protege las puertas de entrada fue obra del cantero berlangués Manuel Villegas, en 1738. Sobre estas puertas hay un arco de medio punto con dovelaje de sillería y un escudo con la cruz de Malta, que también está esgrafiada en lo alto de la fachada meridional. Las campanas son de 1895.

### Ermita de San Roque
Los sanjuanistas eran dueños además de la ermita de San Roque, una casa, una panera, diversas heredades arrendadas y percibían los diezmos del grano, corderos y lana, lo que según Olga Pérez Monzón ocasionó algunos pleitos con los obispos de Sigüenza. Se ignora la ubicación de la ermita, de la que se dice que estaba "en medio del campo", tenía una figura de San Blas y estaba arruinándose su tejado en 1730. Ni la ermita ni la casa ni la panera las cita Madoz en 1845. En 1852 vivía en Hortezuela la autoridad eclesiástica de la encomienda sanjuanista de Almazán, un tal Manuel Aguado, prior rural de segunda clase.

## Fiestas
Las fiestas de San Juan Bautista se celebran el 24 de junio.